# Agos
Agos è una società finanziaria operante nel settore del credito al consumo, nata nel 1986. È partecipata per il 61% dal gruppo bancario Crédit Agricole attraverso Crédit Agricole Consumer Finance, mentre per il 39% del capitale sociale appartiene al gruppo Banco BPM. L'azienda si occupa di prestiti, finanziamenti finalizzati, carte di credito, leasing, cessione del quinto e servizi assicurativi, avendo come riferimento i settori automotive, arredamento e complementi d’arredo, elettronica di consumo ed elettrodomestici, energie rinnovabili.

## Storia
Nel 1986, all’interno del Gruppo Montedison e Iniziativa Meta nasce Agos Credit, divenuta in seguito Agos Service S.p.A. Nel 1989 Banque Sofinco, società francese appartenente al Gruppo Suez specializzata nel credito al consumo, entra in Agos, acquisendo il 49% della compagine azionaria.
La fase di acquisizione da parte di Banque Sofinco si completa nel 1993, quando viene acquisito l’intero pacchetto azionario di Agos rilevando il resto delle azioni appartenenti al Gruppo Ferruzzi. Nel 1997, a seguito dell’entrata di Sofinco all’interno del Gruppo Crédit Agricole, Agos si fonde con Itafinco, società finanziaria controllata dal Gruppo Crédit Agricole e il Banco Ambrosiano Veneto, poi confluito in Intesa Sanpaolo. Da questa fusione nacque Agos Itafinco S.p.A., divenuta nel 2005 Agos S.p.A., controllata per il 49% da Banca Intesa e per il 51% da Sofinco, che nel 2008 ne divenne l’unico azionista. 
Il 22 dicembre 2008, a seguito di un’operazione di acquisizione e fusione Agos acquisisce la società finanziaria Ducato S.p.A., controllata al 100% dal Banco Popolare. Nasce così nel 2009 Agos Ducato S.p.A., controllata per il 61% dal Gruppo Crédit Agricole, attraverso quella che oggi è Crédit Agricole Consumer Finance (società nata dalla fusione di Sofinco e Finaref nel 2010) e per il 39% dal Banco Popolare di Milano, oggi Banco BPM.
Nel 2013, al fine di sostenere il nuovo piano industriale di Agos Ducato S.p.A., viene rinnovato l’accordo tra gli azionisti anche attraverso l’aumento di capitale. Nel 2015, a seguito di un processo di ridenominazione, Agos Ducato cambia nome e diventa solo Agos. Dal 2017, a seguito della fusione tra Banco Popolare e Banca Popolare di Milano, che ha dato vita al Banco BPM, la compagine azionaria di Agos  S.p.A. è così composta: 61% Gruppo Crédit Agricole, attraverso Crédit Agricole Consumer Finance e 39% Banco BPM.
Nel 2019 Agos acquista ProFamily, società di credito al consumo controllata dal gruppo Banco BPM. Nel 2020 la direzione dell'azienda viene spostata in viale Fulvio Testi a Milano e viene presentato un nuovo logo, più vicino a quello della capogruppo Crédit Agricole.
Agos aderisce a Assofin (associazione degli operatori bancari e finanziari nel credito al consumo), Assilea, Consumers’ Forum e Valore D (associazione di imprese che si occupa di equilibrio di genere e inclusione).